# Adolf Donabaum

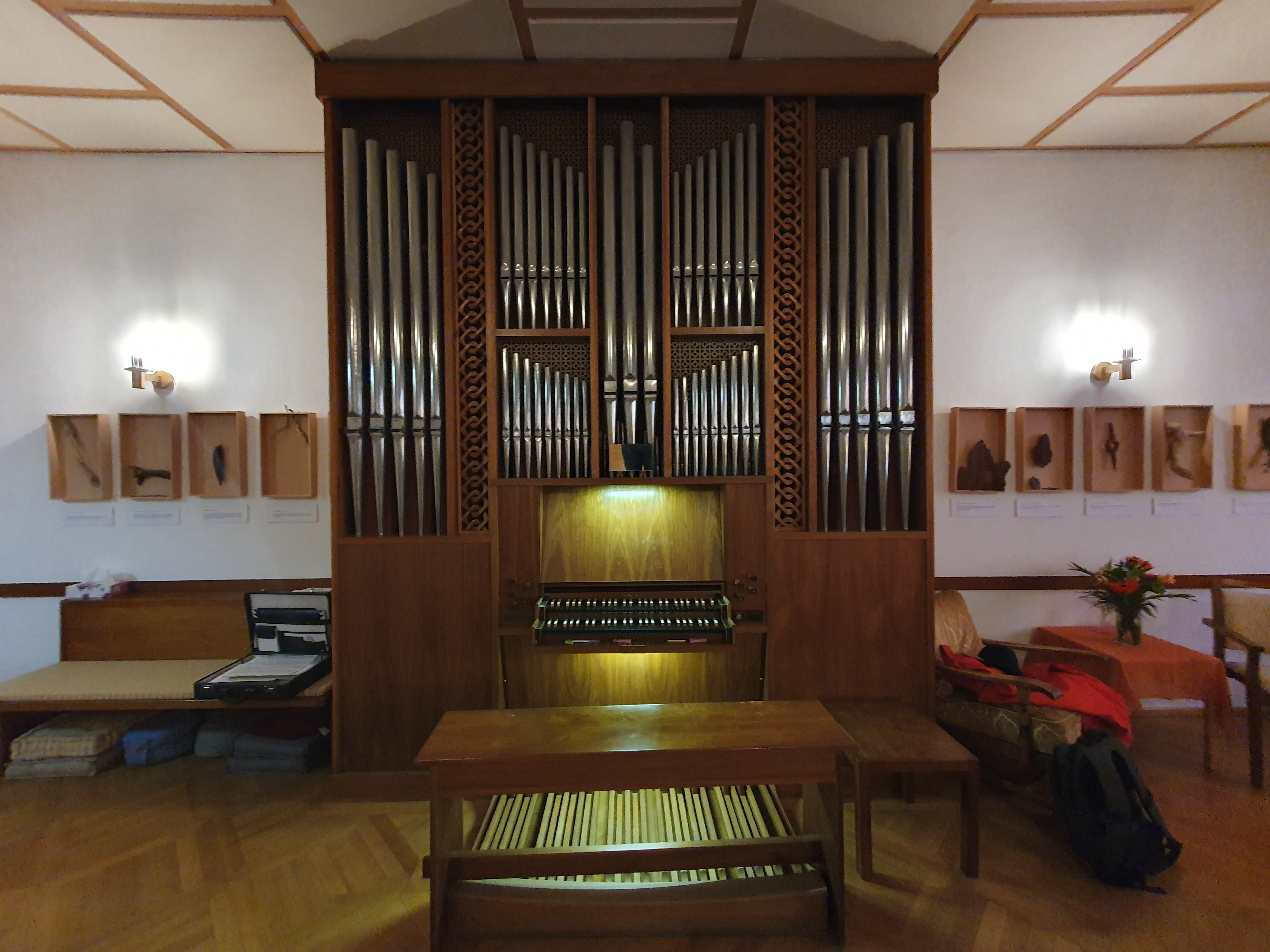
Orgel in der Kapelle der Barmherzigen Schwestern/Wien

Adolf H. Donabaum (* 1938) ist ein österreichischer Orgelbauer.

## Leben
Adolf Donabaum erlernte den Orgelbau bei der OÖ Orgelbauanstalt St. Florian, war anschließend zwei Jahre als Geselle dort tätig. Danach wechselte er für acht Jahre zu einem Orgelbauer in Amsterdam und besuchte 1966 die Meisterschule in Ludwigsburg bei Stuttgart.
1967 legte er in Österreich die Meisterprüfung im Orgelbau ab und machte sich 1967 in 1030 Wien als Orgelbauer selbständig. In 2003 trat er in den Ruhestand. Roland Hitsch erlernte bei Adolf Donabaum den Orgelbau. Adolf Donabaum war als Innungsmeister in Wien tätig.

## Neubauten
| Jahr | Ort               | Gebäude                            | Bild | Manuale | Register | Bemerkungen                                                                                  |
| ---- | ----------------- | ---------------------------------- | ---- | ------- | -------- | -------------------------------------------------------------------------------------------- |
| 1975 | Eisenstadt        | Pfarrkirche Eisenstadt-St. Georgen |      | II/P    | 10       | 1975 für Filialkirche Grimmenstein errichtet, 2022 nach St. Georgen/Leithagebirge übertragen |
| 1976 | Ollersdorf        | Pfarrkirche Ollersdorf             |      |         |          |                                                                                              |
| 1978 | Wien-Hietzing     | St.-Hemma-Kirche (Wien)            |      | II/P    |          |                                                                                              |
| 1980 | Wien-Mariahilf    | Krankenhaus barmherzige Schwestern |      | II/P    | 9        | [ 2 ]                                                                                        |
| 1983 | Wien-Speising     | Spitalskirche Speising             |      | I       | 4        |                                                                                              |
| 2000 | Gaweinstal        | Pfarrkirche Gaweinstal             |      | II/P    | 24       | Gehäuse aus 1749                                                                             |
|      | Wien-Innere Stadt | Maria am Gestade                   |      | I       | 5        | Orgelpositiv in Apsis                                                                        |

## Restaurierungen/Umbauten
| Jahr | Ort                         | Gebäude                               | Bild | Manuale | Register | Bemerkungen |
| ---- | --------------------------- | ------------------------------------- | ---- | ------- | -------- | --- |
| 1973 | Wien-Ottakring              | Alt-Ottakringer Pfarrkirche           |      | III/P   | 38       | 1973 umfangreiche Renovierungsarbeiten |
| 1976 | Altenmarkt an der Triesting | Wallfahrtskirche Hafnerberg           |      | II/P    | 17       | Restaurierung der Orgel von Anton Pfliegler aus 1767 |
| 1977 | Wien-Wieden                 | Paulanerkirche (Wien)                 |      | II/P    | 22       | 1977 Rückbau von elektropneumat. Traktur auf mechanische Schleiflade mit Versetzung des Spieltisches                                                                      |
| 1997 | Wiener Neustadt             | Auferstehungskirche (Wiener Neustadt) |      | II/P    | 20       | Erweiterung der Orgel von Johann M. Kauffmann um 2 weitere Register |
| 2002 | Höflein an der Donau        | Pfarrkirche Höflein an der Donau      |      | II/P    | 11       | Erweiterung der Franz Reusch-Orgel aus 1882 (6/I/P) um ein weiteres Manual durch Rückpositiv mit 4 Registern und Subbass 16'; Positiv von Alois Linder 2023 neu errichtet |